# Reggello
Reggello est une commune italienne d'environ 16 540 habitants (2021) située dans la ville métropolitaine de Florence en Toscane.

## Monuments
- L'Abbaye Vallombrosienne, le centre de la diffusion de l'ordre des Vallombrosiens,  a pris naissance sur la frazione éponyme  en 1039 par saint Jean Gualbert.
- Musée d'Art Sacré de l'Abbaye Vallombrosienne.
- Église paroissiale San Pietro, Cascia di Reggello.
- Musée d'Art Sacré "Masaccio" de Cascia di Reggello, où se trouve le Triptyque de San Giovenale (1422) la première œuvre connue de Masaccio.
- Le Château de Sammezzano (Aujourd'hui /2020/ il est privé et fermé au public)
- La Torre del Castellano (Construite à des fins défensives dans une position stratégique, probablement autour d'une tour de guet lombarde, il fut ensuite transformé en demeure seigneuriale et en villa).
- Triptyque de San Giovenale

## Espaces naturels
- Forêt de Vallombrosa,
- Réserve naturelle de Vallombrosa,
- Arboretum de Vallombrosa
- Espace naturel protégé d'intérêt local Forêt de Sant'Antonio
- Le Balze

## Administration
| Période                                  | Période  | Identité          | Étiquette | Qualité |
| ---------------------------------------- | -------- | ----------------- | --------- | ------- |
| Mai 2012                                 | En cours | Cristiano Benucci |           |         |
| Les données manquantes sont à compléter. |          |                   |           |         |

### Hameaux
Cancelli, Canova, Cascia, Caselli, Ciliegi, Donnini, Leccio. Matassino, Montanino, Pietrapiana, Pontifogno, Prulli, Saltino, San Clemente, San Donato in Fronzano, Sant'Ellero, Tosi, Vaggio, Vallombrosa

### Communes limitrophes
Castel San Niccolò, Castelfranco di Sopra, Figline Valdarno, Incisa in Val d'Arno, Montemignaio, Pelago, Pian di Scò, Rignano sull'Arno

## Personnalités liées à la commune
- Francesco Pagliazzi (né en 1910 à Reggello et mort en 1988 à Bagno a Ripoli), artiste peintre
- Renzo Castagnini (né en 1956 à Reggello), joueur devenu ensuite dirigeant de football italien.